# Ковель-Волинь

Попередня емблема ФК «Ковель-Волинь-2»

Футбольний центр «Ковель» — український футбольний клуб з міста Ковеля Волинської області.

## Всі сезони в незалежній Україні
У другій лізі команда виступала під назвою ФК «Ковель-Волинь-2».
| Сезон   | Чемпіонат     | Чемпіонат | Чемпіонат | Чемпіонат | Чемпіонат | Чемпіонат | Чемпіонат | Чемпіонат | Кубок       | Кубок | Кубок | Кубок | Кубок | Кубок | Кубок | Примітка                                           |
| Сезон   | Ліга          | Місце     | І         | В         | Н         | П         | М         | О         | Етап        | І     | В     | Н     | П     | М     | О     | Примітка                                           |
| ------- | ------------- | --------- | --------- | --------- | --------- | --------- | --------- | --------- | ----------- | ----- | ----- | ----- | ----- | ----- | ----- | -------------------------------------------------- |
| 2001/02 | Друга Група А | 14 з 19   | 36        | 10        | 6         | 20        | 31−51     | 36        | —           | —     | —     | —     | —     | —     | —     |                                                    |
| 2002/03 | Друга Група А | 6 з 15    | 28        | 11        | 6         | 11        | 29−31     | 39        | 1/32 фіналу | 1     | 0     | 0     | 1     | 1−3   | 0     | Знявся із змагань до початку наступного чемпіонату |
| Всього  | Друга         | 2 сезони  | 64        | 21        | 12        | 31        | 60−82     | 75        | >1 сезон    | 1     | 0     | 0     | 1     | 1−3   | 0     |                                                    |

## Досягнення
- Чемпіон Волинської області — 1995, 2003, 2004, 2005, 2008, 2009, 2010, 2013
- Срібний призер чемпіонату Волинської області — 2011
- Бронзовий призер чемпіонату Волинської області — 1996, 2007, 2016, 2017, 2018, 2022
- Володар Кубка Волинської області — 2011, 2018
- Володар Суперкубка Волинської області — 2010, 2011, 2012

## Склад команди
Станом на 22 серпня 2016:
| №  | Поз. | Нац.    | Гравець         |
| -- | ---- | ------- | --------------- |
| 3  | ВР   | Україна | Дмитро Дувакін  |
| 24 | ВР   | Україна | Олег Ярмолюк    |
| 2  | ЗХ   | Україна | Юрій Дручик     |
| 16 | ЗХ   | Україна | Петро Мороз     |
| 18 | ЗХ   | Україна | Юрій Романчук   |
| 20 | ЗХ   | Україна | Петро Ткачук    |
| 25 | ЗХ   | Україна | Олександр Ятчук |
| 4  | ПЗ   | Україна | Роман Жерш      |
| 5  | ПЗ   | Україна | Данило Жицький  |
| 7  | ПЗ   | Україна | Юрій Заліпа     |
| 8  | ПЗ   | Україна | Віталій Ільїн   |
| 9  | ПЗ   | Україна | Віталій Кашуба  |
| 10 | ПЗ   | Україна | Роман Кузьміч   |

| №  | Поз. | Нац.    | Гравець         |
| -- | ---- | ------- | --------------- |
| 12 | ПЗ   | Україна | Дмитро М'якота  |
| 15 | ПЗ   | Україна | Павло Мороз     |
| 17 | ПЗ   | Україна | Роман Романчук  |
| 21 | ПЗ   | Україна | Дмитро Хвесь    |
| 22 | ПЗ   | Україна | Сергій Чапко    |
| 23 | ПЗ   | Україна | Роман Шафранюк  |
| 1  | НП   | Україна | Іван Данилюк    |
| 6  | НП   | Україна | Андрій Заліпа   |
| 11 | НП   | Україна | Олександр Ліщук |
| 13 | НП   | Україна | Олег Марчук     |
| 14 |      | Україна | Артем Мороз     |
| 19 |      | Україна | Дмитро Романчук |

## Відомі футболісти
- Любомир Гальчук
- Віталій Неділько
- Тарас Романчук
- Тарас Михалик
- Артем Федецький[2]